# Antioccidentalism

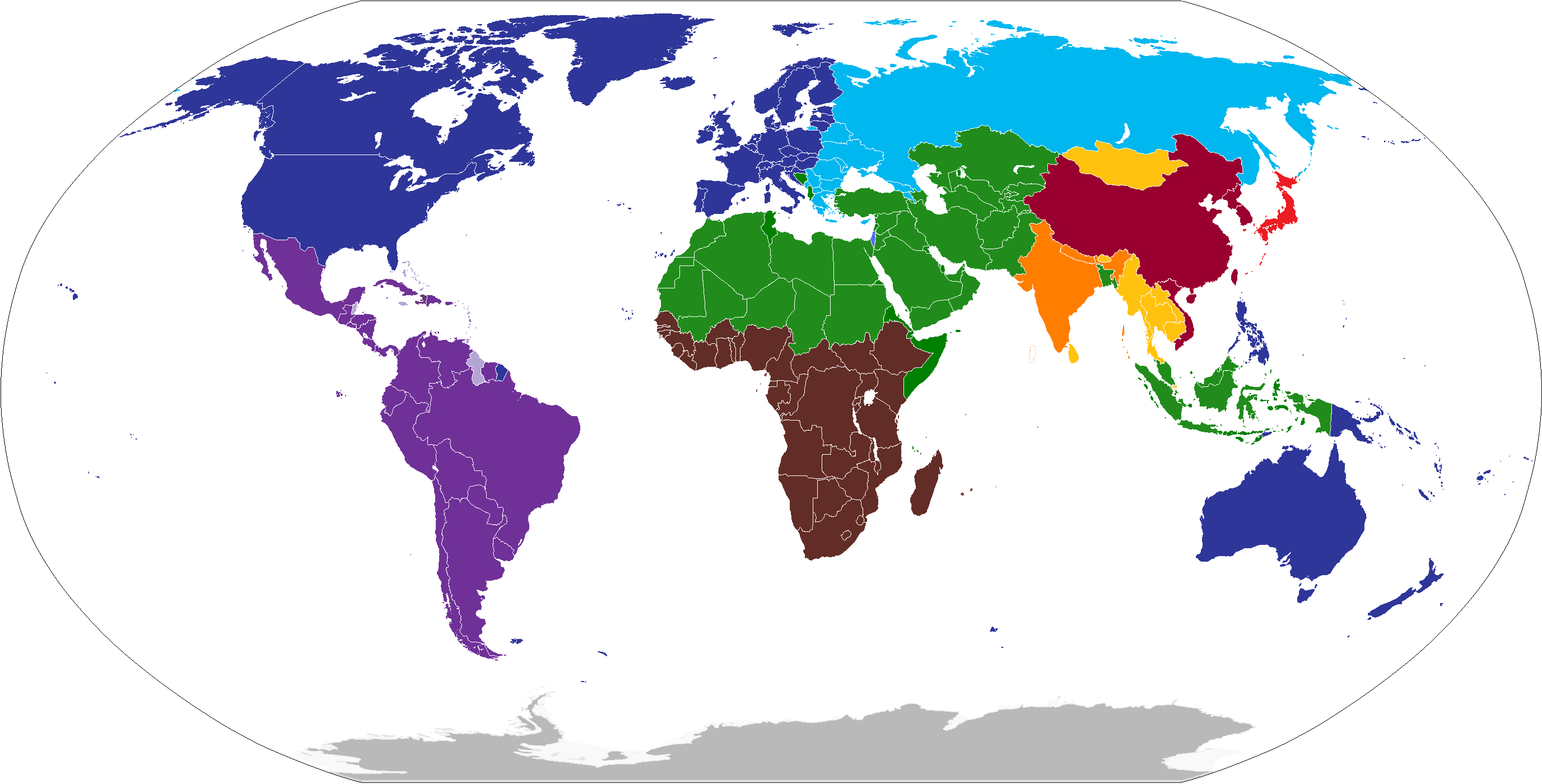
Samuel P. Huntington susține în teoria Ciocnirea civilizațiilor că, după Războiul Rece, diferențele culturale dintre Occident și alte civilizații vor fi principala sursă a conflictelor.

Antioccidentalism, cunoscut de asemenea ca Antiatlanticism, sau Occidentalofobie se referă la o atitudine de opoziție, de părtinire, sau de ostilitate față de popoarele, cultura sau politicile lumii occidentale.

## Definiție și utilizare
În multe cazuri moderne, antioccidentalismul este alimentat de antiimperialism, particular împotriva țărilor care "sunt considerate vinovate pentru crimele coloniale din trecut și prezent" precum Germania, Marea Britanie și Țările de Jos. Antioccidentalismul apare în multe țări, chiar și în cele occidentale – în special în țările europene. Un antioccidentalism larg există de asemenea în lumea musulmană care este împotriva europenilor și Statelor Unite. Ura față de Statele Unite provine din sprijinul lor pentru Israel, pentru invazia din Irak și pentru numeroasele sancțiuni asupra Iranului.
După sfârșitul Războiului Rece, Samuel P. Huntington a susținut că, conflictul internațional privind ideologia economică va fi înlocuit cu conflictul asupra diferențelor culturale. El susține că regionalismul economic și politic va muta din ce în ce mai mult țările non-occidentale către angajamentul geopolitic cu țările care împărtășesc valorile lor. Huntington a susținut că lumea islamică experimentează o explozie a populației în același timp cu o creștere a fanatismului islamic, ducând la respingerea occidentalizării.

## Asia

### China
Antioccidentalismul în China a crescut începând cu începutul anilor 1990, particular printre tinerii chinezi. Incidente notabile care au dus la o reacție antioccidentală semnificativă au inclus bombardarea ambasadei chineze la Belgrad de către NATO în 1999, demonstrațiile din 2008 în timpul ștafetei torței olimpice și presupusa părtinire a presei occidentale, în special în legătură cu revoltele din martie 2008 din Tibet. Deși sondajele de opinie publice disponibile arată că chinezii au opinii în general favorabile față de Statele Unite, rămân suspiciuni cu privire la interesele Occidentului față de China provenind în mare parte din experiențe istorice și în special din "secolul umilinței". Aceste suspiciuni sunt alimentate de  "Campania patriotică din educație" a Partidului Comunist.

### Japonia
Există o istorie a criticii așa-numitului Occident în istoria gândirii în cultura Japoniei.

### India
Sentimentele antioccidentale erau comune la un moment dat în India colonială în timpul mișcării de independență a Indiei.

### Singapore
Lee Kuan Yew, fostul prim-ministru al Singapore, a susținut că țările din Asia de Est, precum China, Japonia, Coreea și Vietnam, ar trebui să se bazeze pe „valori asiatice”. Țări precum cei patru tigri asiatici ar trebui să aspire la standarde de viață în stil occidental, dar fără a accepta instituțiile și principiile sociale democratice liberale.

### Orientul Mijlociu

#### Islamism
Împreună cu facțiunile politice salafiste, jihadiste (numiți și salafiști militanți) vă în Europa ca fiind un teritoriu locuit de infideli (Dar al-Kufr). Pentru jihadiști, aceasta legitimează și Europa ca țintă a jihadului armat în ceea ce privește actele de război sau atacurile teroriste. Astfel de ținuturi se numesc Dar al-Harb (ținuturi de război). Jihadiștii înșiși își motivează atacurile în două moduri proeminente: ca modalitate de a rezista și descuraja intervenția militară occidentală în țările musulmane și ceea ce se numește „insulte împotriva Islamului”, cum ar fi Scandalul caricaturilor cu Mahomed.
John Calvert scrie că în critica lor față de Occident, islamiștii folosesc gânditori occidentali precum Alexis Carrel, Oswald Spengler, Arnold J. Toynbee sau Arthur Koestler.
Grupurile teroriste Al-Qaida și ISIS sunt ambele antioccidentale și promovează terorismul în țările occidentale.

#### Lumea arabă
"America consideră modernitatea ca fiind bună —  și a fost aproape total bună pentru America. Dar pentru lumea arabă, modernitatea a fost un eșec unul după altul. Fiecare cale urmată —  socialism, secularism, naționalism - s-a transformat într-o fundătură."

#### Turcia
În timpul perioadei Otomane a Turciei, idea de antioccidentalism era dezvoltată.

## Europa

### Țările de Jos
În școlile primare din Amsterdam, aproximativ jumătate dintre elevii de origine marocană nu se identifică cu Olanda: își văd identitatea ca fiind „musulmană” și își exprimă în mod regulat punctele de vedere antioccidentale, dar, cu toate acestea, nu vor să se întoarcă în patria lor ancestrală.

### Rusia

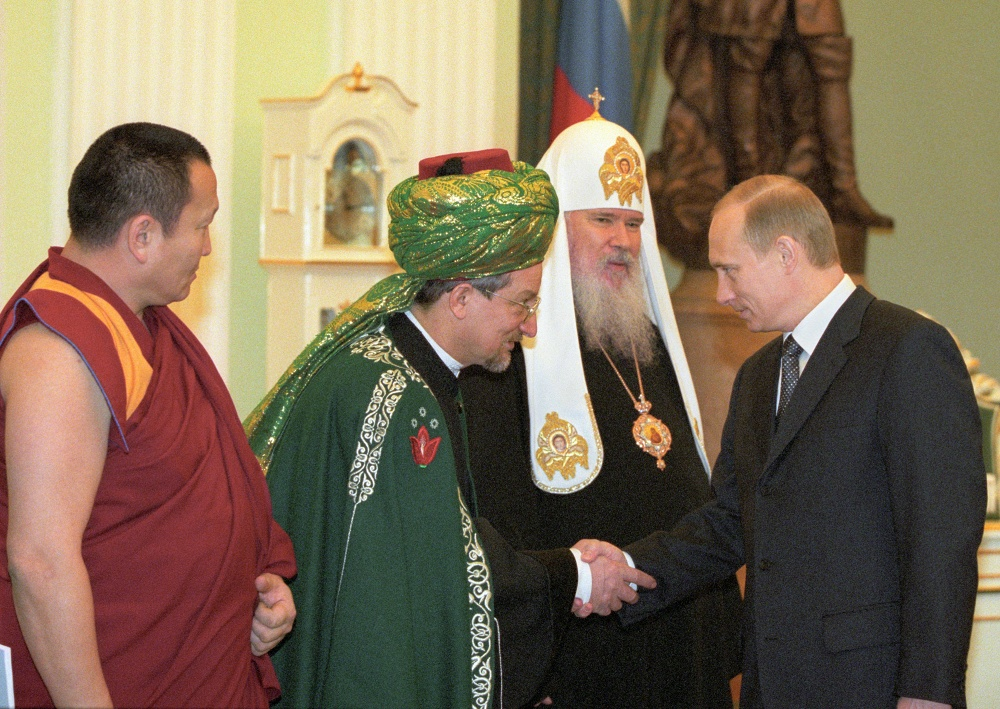
Președintele rus Vladimir Putin cu liderii religioși ai Rusiei, 2001. Putin a promovat tradiționalismul religios și respingerea unor principii liberale occidentale, cum ar fi tolerarea homosexualității.

Antioccidentalismul în Rusia datează încă din secolul al XIX-lea de la o discuție intelectuală dintre vestici și slavofili. În timp ce prima tabără a considerat că Rusia este o țară occidentală rămasă în urmă, cea de-a doua tabără a respins aceste afirmații de-a dreptul și a numit occidentul "putred". O figură importantă în critica occidentală sub domnia lui Alexandru al Treilea a fost Konstantin Pobedonostsev, un fost liberal care, în cele din urmă, și-a denunțat și criticat temeinic opiniile.
Sub conducerea comunistă 'vestul' a devenit eventual sinonim cu 'lumea capitalistă', rezultând în apariția faimosului clișeu propagandist „influența coruptă a Occidentului”.
Unii politicieni ultranaționaliști, precum Vladimir Jirinovski, un anticomunist, exprimă sentimentul cel mai antioccidental.
Vladimir Putin a promovat politici explicit conservatoare în probleme sociale, culturale și politice, atât în țară cât și în afară. Putin a atacat globalismul și neoliberalismul, și a promovat noi grupuri de reflecție care pune accent pe naționalismul rus, restabilirea măreției istorice a Rusiei și opoziția sistematică la ideile și politicile liberale. Putin a colaborat îndeaproape cu Biserica Ortodoxă Rusă. Patriarhul Kirill al Moscovei, șeful Bisericii, și-a aprobat alegerea în 2012, afirmând că termenii lui Putin erau ca „un miracol al lui Dumnezeu”. Biserica Ortodoxă Rusă uneori susține grupuri care promovează naționalismul și tendințele antioccidentale.

Guvernul Rusiei a restricționat finanțarea externă a unor organizații neguvernamentale pro-liberale. Activiștii pro-ruși din fosta Uniune Sovietică echivalează frecvent Occidentul cu homosexualitatea și agenda gay, iar legea propagandei gay din Rusia a fost binevenită de personalitățile politice naționaliste și religioase din Rusia ca bastion împotriva influenței occidentale.
Legea Yarovaya interzice evanghelizarea minorităților religioase, ea este bazată pe legea care a fost folosită în SUA pentru a interzice Martorii lui Iehova.